# Attagenus africanus
Attagenus africanus is een keversoort uit de familie spektorren (Dermestidae). De wetenschappelijke naam van de soort werd in 1958 gepubliceerd door Mroczkowski.